# Australian Professional Championship 1975
Die Australian Professional Championship 1975 war ein professionelles Snookerturnier im Rahmen der Saison 1975/76 ohne Einfluss auf die Weltrangliste und in der Funktion der nationalen Profimeisterschaft Australiens. Das preisgeld- und sponsorenlose Turnier wurde vom August 1975 bis zum 29. desselben Monats in Australien ausgetragen. Sieger wurde zum siebenten Mal in Folge und zum zehnten Mal insgesamt Eddie Charlton, der im Finale Dennis Wheelwright mit 31:10 besiegte und während der Partie mit einem 115er-Break das höchste Break des Turnieres spielte.

## Turnierverlauf
Im Vergleich zum Vorjahr reduzierte sich die Teilnehmerzahl von zehn auf sechs Spielern, die sich aus vier Profi- und zwei Amateurspielern zusammensetzten. Vier der Spieler starteten in einer Erstrundenpartie ins Turnier, wobei die Sieger der beiden Partien im Halbfinale auf jeweils einen der übrigen Spieler trafen. Im K.-o.-System wurde anschließend der Sieger des Turnieres ausgespielt. Dabei wurde die erste Runde im Modus Best of 21 Frames, das Halbfinale im Modus Best of 37 Frames und das Endspiel im Modus Best of 61 Frames gespielt.
| Viertelfinale Best of 21 Frames | Viertelfinale Best of 21 Frames |    |  | Halbfinale Best of 37 Frames | Halbfinale Best of 37 Frames |  |                | Finale Best of 61 Frames | Finale Best of 61 Frames |
|                                 |                                 |    |  |                              |                              |  |                |                          |                          |
| Jim Charlton                    | 11                              |    |  | Eddie Charlton               | 19                           |  |                |                          |                          |
| Philip Tarrant                  | 8                               |    |  | Jim Charlton                 | 9                            |  |                |                          |                          |
|                                 |                                 |    |  |                              |                              |  | Eddie Charlton | 31                       |                          |
|                                 | Dennis Wheelwright              | 10 |  |                              |                              |  |                |                          |                          |
| Dennis Wheelwright              | 11                              |    |  | Ron Mares                    | 15                           |  |                |                          |                          |
| Lou Condo                       | 4                               |    |  | Dennis Wheelwright           | 19                           |  |                |                          |                          |

### Finale
Der Australier Eddie Charlton war der dominierende Spieler des Turnieres und hatte bis zu diesem Zeitpunkt neun Ausgaben für sich entscheiden können. Der amtierende Vize-Weltmeister hatte sich mit einem deutlichen 19:9-Sieg über Jim Charlton fürs Finale qualifiziert, in welchem er auf Erstrunden-Teilnehmer Dennis Wheelwright traf, der mit einem klaren 11:4-Sieg über Lou Condo ins Halbfinale eingezogen war und sich dort mit einem relativ knappen 19:15-Sieg über Ron Mares auch den Einzug ins Finale gesichert hatte.
Vom Finale selbst sind keine genauen Frameergebnisse vorhanden. Beide Spieler spielten jedoch jeweils ein Century Break, sodass sämtliche Century Breaks des Turnieres im Endspiel gespielt wurden. Das Spiel endete mit 31:10 für Charlton, der somit seinen siebenten Titel in Folge und seinen zehnten Titel insgesamt holte.
| Finale: Best of 61 Frames unbekannt, Australien, mind. 29. August 1975 |                |                    |
| Eddie Charlton                                                         | 31:10          | Dennis Wheelwright |
| unbekannt                                                              |                |                    |
| 115                                                                    | Höchstes Break | 101                |
| 1                                                                      | Century-Breaks | 1                  |
| –                                                                      | 50+-Breaks     | –                  |